# さざなみ (映画)
『さざなみ』（45 Years）は、2015年のイギリス映画。監督はアンドリュー・ヘイ。シャーロット・ランプリング、トム・コートネイが夫婦役を演じた。本作はデヴィッド・コンスタンティンの短編小説『In Another Country』を原作としている。主演のシャーロット・ランプリングの演技に注目が集まり、第88回アカデミー賞の主演女優賞にノミネートされた。

## あらすじ
イギリスの静かな田舎町で暮らす夫ジェフと妻ケイトの熟年夫婦は、１週間後に結婚45周年パーティを控えている。
月曜日、夫ジェフあてにスイス警察から、50年ほど前に雪山で遭難した若き日の恋人カチャの遺体が発見されたので、遺体確認に来て欲しいという手紙が届く。それ以来、心の中で止まったままだったジェフのカチャとの時間が動き始め、ケイトの存在を忘れて、気持ちがスイスのカチャに向いてしまう。
ジェフは元恋人の写真を探し、当時の音楽を聴いて懐かしみ、図書館で氷河と地球温暖化のことを調べ始め、心ここに在らずという日々が続く。そんな夫の行動に、ケイトは知らなかった夫の過去を知り、嫉妬と怒りの気持ちが膨らんでいく。屋根裏部屋で見つけた恋人の写真は妊娠していて、死ななかったら結婚するつもりだったという夫の告白を聞く。
金曜日、町に出かけたジェフを問い詰めると、ケイトの予想通り、スイスに行こうと旅行会社に出向いていたという。ケイトの怒りは頂点に達し、ジェフは誤解だとうろたえる。
そして土曜日、迎えたパーティでジェフは「ケイトと出会い結婚したことが人生で最高の選択だった。愛してる」と型通りのスピーチをし、45年前の曲でダンスを踊るが、ケイトはダンスの途中で夫の手を振り払って立ち尽くした。

## キャスト
- シャーロット・ランプリング - ケイト・マーサー
- トム・コートネイ - ジェフ・マーサー
- ジェラルディン・ジェームズ - リナ
- ドリー・ウェルズ  - サリー
- デヴィッド・シブリー  - ジョージ
- サム・アレクサンダー  - 郵便配達人のクリス
- リチャード・カニンガム  - ミスター・ワトキンス
- ハンナ・チャーマーズ  - 旅行代理店員
- ルーファス・ライト  - ジェイク

## 公開
本作は2015年2月6日に第65回ベルリン国際映画祭でプレミアを迎えた。イギリスでの一般公開は同年8月28日。日本では、2016年4月9日に公開された。